# Femmes au bord de la crise de nerfs
Pour plus de détails, voir Fiche technique et Distribution.
 Femmes au bord de la crise de nerfs (Mujeres al borde de un ataque de nervios) est un film espagnol réalisé par Pedro Almodóvar, sorti en 1988.
Il s'agit du premier succès international du cinéaste espagnol, qui signe alors son septième long métrage. Ce film a notamment remporté le prix du meilleur scénario lors de la Mostra de Venise 1988, le prix du public au festival de Toronto 1988, et cinq prix Goya en 1989. Sélectionné parmi les meilleurs films étrangers de l'année dans plusieurs pays, il a particulièrement été nommé pour l'Oscar du meilleur film en langue étrangère.

## Synopsis

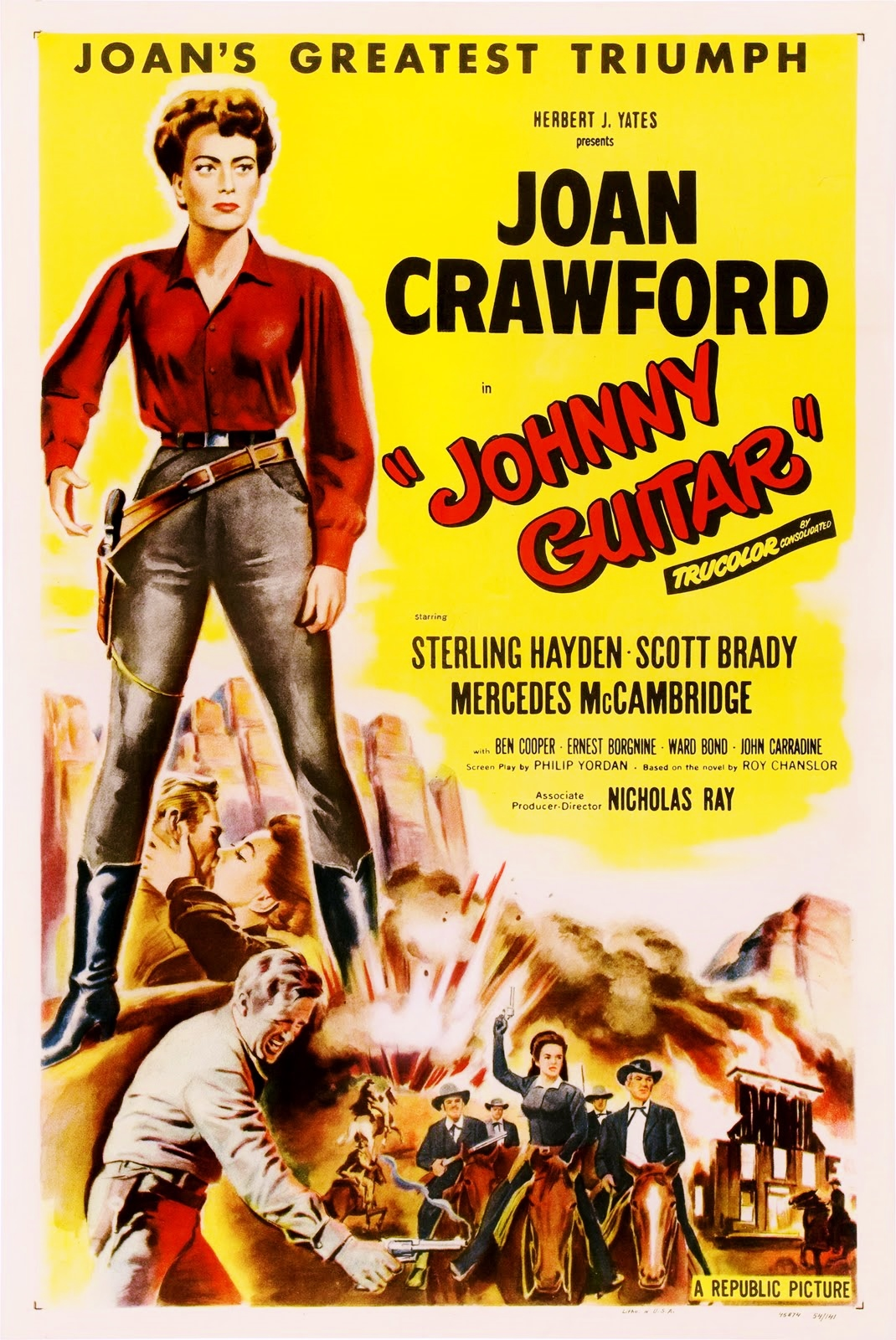
Affiche du western Johnny Guitare, dont Pepa et Iván doublent une séquence en espagnol.

Dans son appartement de Madrid, Pepa rêve d'Iván, son compagnon qui est en train de la quitter. Au même moment, celui-ci lui laisse un message sur son répondeur, lui annonçant qu'il part bientôt en voyage et qu'il souhaite récupérer sa valise et ses affaires chez elle. Ayant pris un somnifère la veille, Pepa se réveille difficilement, décroche le téléphone trop tard puis tente vainement de rappeler Iván au studio d'enregistrement où tous deux travaillent comme acteurs de doublage. Avant d'aller travailler, elle récupère des résultats d'analyse auprès de son médecin, qui lui conseille vivement d'éviter la cigarette et l'alcool. Au studio, elle double d'abord une publicité pour un préservatif puis enchaîne avec une séquence du western Johnny Guitare, enregistrant les répliques de son personnage alors qu'Iván avait déjà réalisé sa partie plus tôt. Le dialogue du film résonnant avec sa propre situation amoureuse, Pepa s'évanouit.
Au secrétariat du studio, elle découvre un papier où se trouvent son propre numéro de téléphone et un autre qu'elle ne connaît pas. Comprenant que ces numéros ont été écrits par Iván lorsqu'il l'avait appelée, elle s'en empare malgré les protestations de la standardiste. Elle tente d'appeler l'autre numéro et tombe sur une femme qui l'agresse et l'insulte. Après avoir raccroché, cette femme, Lucía, se plaint à sa mère d'avoir été appelée par celle qui lui a « volé Iván ».
Dans son appartement, Pepa continue d'attendre un appel d'Iván. Par inadvertance, elle brûle son lit avec une allumette après s'être retenue d'allumer une cigarette ; elle prépare du gaspacho bourré de somnifères à l'attention d'Iván ; elle regarde la télévision où elle apprend que des terroristes chiites préparent un attentat... Pepa tente ensuite de rejoindre Iván chez lui mais comme il est absent, elle laisse un mot sur sa porte, lui expliquant qu'elle a quelque chose d'important à lui annoncer qui les concerne tous les deux ; elle croise alors Lucía (qu'elle ne connaît pas) dans les escaliers. Quelques minutes plus tard, elle voit cette dernière sortir de l'immeuble et jeter son mot dans une poubelle. Alors que Lucía prend un taxi, Pepa en arrête un autre et demande au chauffeur de la suivre. Après avoir noté l'adresse de Lucía, elle retourne chez elle.
En parallèle, Candela, une amie de Pepa, quitte précipitamment son appartement et se débarrasse du contenu d'un sac dans une décharge. Pepa reçoit deux appels : son agent immobilier l'informant d'une visite de son appartement le lendemain matin (car elle souhaite le louer pour s'installer ailleurs) et Candela à qui elle dit ne pas pouvoir lui accorder de temps malgré l'évidente panique de son interlocutrice. Durant la nuit, Pepa ressort pour espionner l'immeuble de Lucía. Par un concours de circonstances, alors que Lucía a jeté une valise par la fenêtre, Pepa apprend grâce à une photo qu'Iván a un fils, Carlos. Elle croise alors brièvement ce dernier et sa petite amie, qui s'empressent de récupérer la photo et les différentes affaires dans la rue.

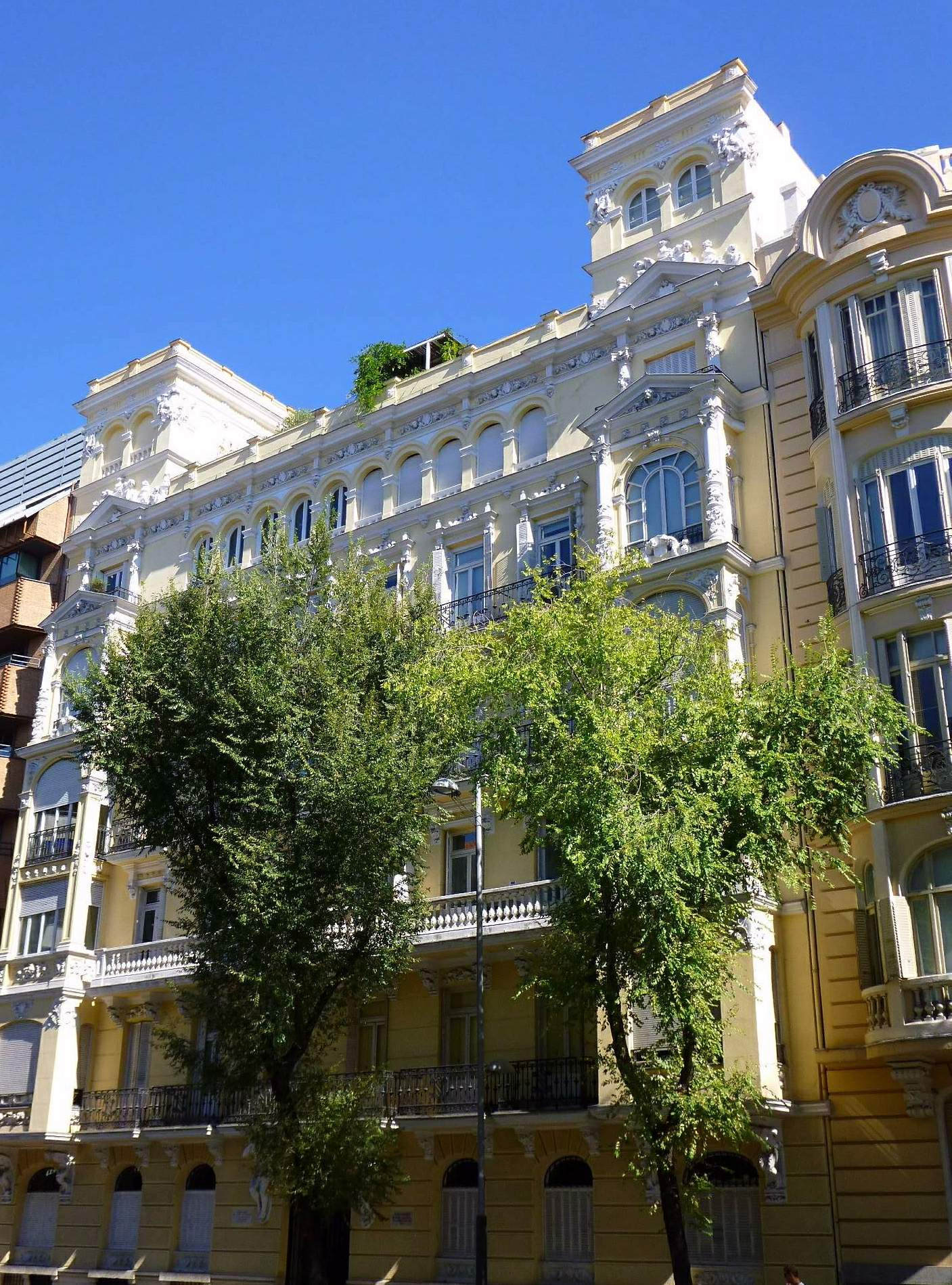
Immeuble où vit Lucía, au no 38 de la rue Almagro.

Lorsqu'elle revient chez elle au petit matin, Pepa consulte son répondeur qui contient une succession de messages de Candela, que Pepa ignore, trop agacée de ne pas avoir eu d'appel d'Iván. De rage, elle arrache son téléphone et le lance contre la vitre d'une fenêtre. La porte sonne alors et Candela débarque, toujours à la recherche d'une écoute bienveillante de la part de son amie. Mais Pepa continue de la repousser et est soudainement préoccupée par la nécessaire réparation du téléphone qu'elle a cassé, car cela l'empêcherait d'être jointe par Iván. Elle part donc prévenir un réparateur en demandant à Candela de l'attendre et de préparer du café. Durant son absence, arrivent Carlos et son amie Marisa, car il s'avère qu'ils sont les visiteurs, précédemment annoncés, de l'appartement. Candela ouvre et, alors que le couple parcourt l'appartement, les deux jeunes gens sont stupéfaits par la présence d'un lit brûlé et, sur le chevet, d'une photo montrant Iván avec Pepa. C'est à ce moment-là que cette dernière revient et se présente.
Alors que Pepa et Carlos font connaissance, Marisa observe Candela qui erre sur la terrasse. Cette dernière fait alors une tentative de suicide en sautant par-dessus la rambarde mais se raccroche au dernier moment. Pendue dans le vide, elle est sauvée par Carlos et Pepa que Marisa a alertés. Prenant conscience de l'état grave de son amie, Pepa est enfin disposée à écouter Candela. Elle raconte donc qu'elle est récemment tombée amoureuse d'un homme, qu'elle ne s'est pas méfiée, que celui-ci est en fait l'un des terroristes chiites et qu'il s'est même servi de son appartement pour préparer l'attentat avec ses complices. Elle est donc effrayée, redoute d'être arrêtée et s'inquiète aussi des conséquences sur Pepa qui pourrait être accusée de complicité en l'aidant. Carlos suggère de contacter une avocate féministe, Paulina Morales, à qui sa mère avait fait appel lorsqu'elle avait été quitté par Iván et qu'elle avait été internée dans un hôpital psychiatrique. Pendant ce temps, Marisa découvre le gaspacho dans le réfrigérateur, en consomme et s'endort sur la table de la cuisine.
Pepa décide d'aller voir l'avocate et charge Carlos de veiller sur Candela et Marisa, ainsi que de réparer le téléphone. Après son départ, Candela avoue savoir que les terroristes veulent détourner un vol Madrid-Stockholm pour le contraindre à aller au Liban. Carlos suggère de prévenir anonymement la police mais Candela pense que l'appel sera localisé. Le jeune homme se porte volontaire pour appeler à sa place et donner l'information rapidement afin de ne pas être repéré. Candela lui fait remarquer qu'il ne sera pas assez rapide à cause de son bégaiement, mais le jeune homme se lance quand même, délivre l'information et embrasse fougueusement Candela après avoir raccroché. La jeune femme se met alors à pleurer et Carlos n'aura alors de cesse de vouloir à la fois la réconforter et la séduire, alors que Marisa est toujours profondément endormie, ne s'agitant qu'à une seule reprise, lors d'un apparent rêve érotique. Pendant ce temps, Paulina Morales dit à Pepa qu'elle n'a ni le temps ni l'envie de s'occuper de Candela car elle est sur le point de partir pour Stockholm et qu'elle pense que Candela doit simplement assumer ses actes et être condamnée. Le ton monte entre les deux femmes et, de rage, Pepa gifle l'avocate.

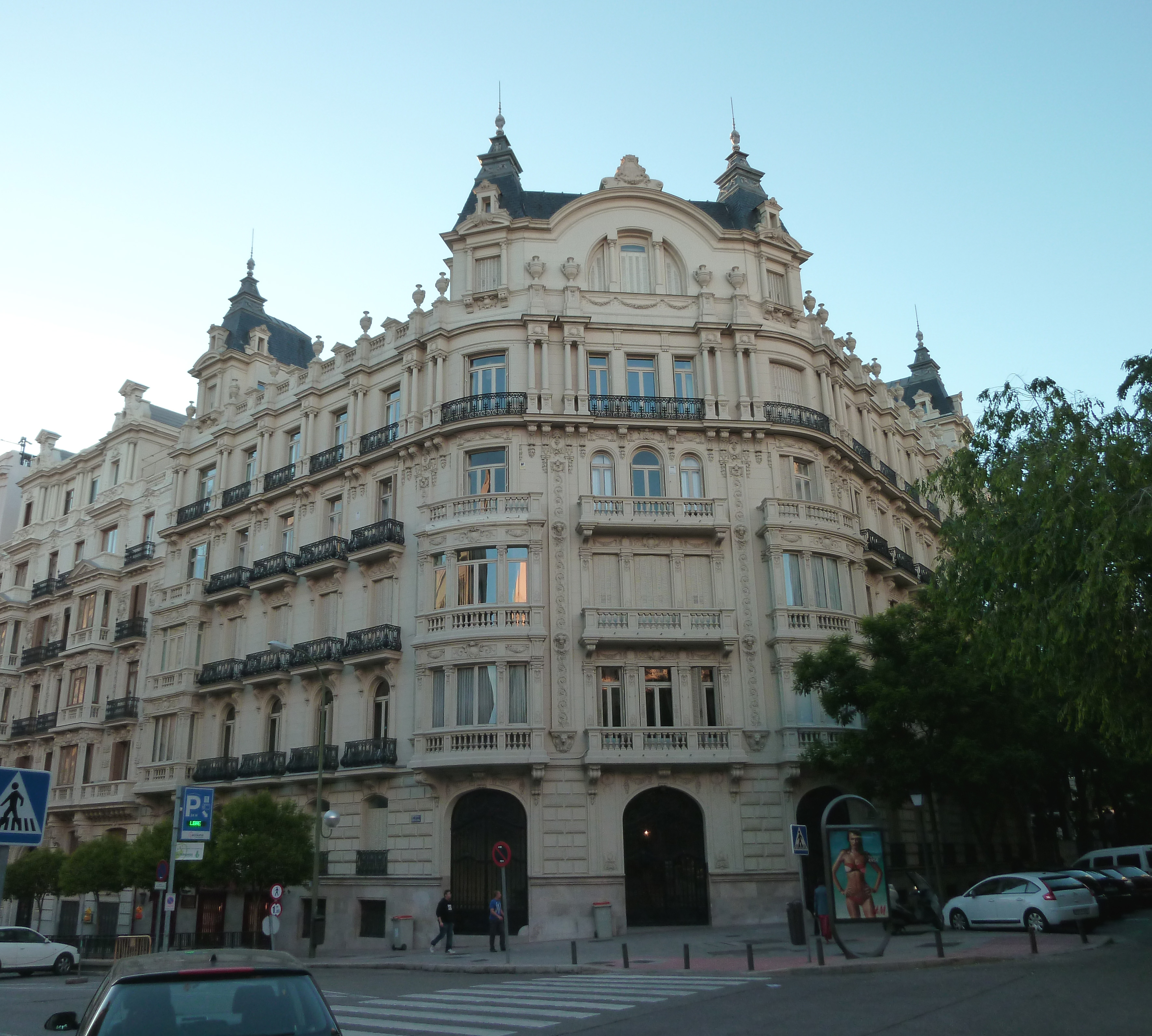
L'appartement de Pepa est situé au dernier étage du no 7 de la rue Montalbán, dans un immeuble à l'architecture similaire à celui-ci, situé en face au no 5.

Plus tard, Iván tente vainement de récupérer ses affaires chez Pepa tout en évitant de voir celle-ci. Depuis une cabine téléphonique située près de l'immeuble de Pepa, il laisse un nouveau message sur son répondeur alors que celle-ci passe à proximité pour déposer la valise de son ex dans une benne. Paulina Morales, qui est en fait la nouvelle maîtresse d'Iván, attend celui-ci dans sa voiture et, voyant la scène, récupère la valise. De son côté, Iván se cache pour ne pas être vu par Lucía, qui arrive à son tour, ayant précédemment téléphoné à Pepa pour lui annoncer qu'elle viendrait chez elle pour tenter de parler à Iván.
Dans l'appartement, Candela est à nouveau en panique, d'autant que, lorsque Lucía sonne, celle-ci apparaît suivie de deux policiers qui se sont retrouvés avec elle dans l'ascenseur. Ayant tracé l'appel de Carlos, ils enquêtent pour retrouver l'informateur anonyme. Ils commencent donc à interroger les occupants de l'appartement. Pepa, qui a entre-temps cassé à nouveau son téléphone par colère, leur affirme qu'il est techniquement impossible que l'appel ait pu être émis de son appartement, alors que Lucía clame pour sa part qu'il s'agit d'un mensonge car elle a réussi à joindre Pepa peu de temps avant ; mais la folie de Lucía lui enlève toute crédibilité, d'autant qu'arrive alors le réparateur de téléphone qui confirme qu'un appel était impossible. Perplexes, les policiers tentent de comprendre ce qui relie les différentes personnes en présence, alors que les échanges entre les deux femmes tournent autour d'Iván et non des terroristes. Pepa propose aux policiers de boire du gaspacho et en sert à tout le monde (Carlos, Candela et Pepa font semblant d'en boire). Tout en parlant, Pepa recoupe différents éléments qu'elle a vécus lors des deux journées précédentes et comprend soudainement qu'Iván et Paulina Morales sont ensemble et vont prendre un avion pour Stockholm. Le réparateur puis les policiers s'endorment, et Lucía, qui n'a pas entamé son verre, s'empare des armes des deux agents puis lance son gaspacho dans les yeux de Pepa avant de s'enfuir avec la volonté explicite d'intercepter Iván pour le tuer.
Le menaçant avec les pistolets, Lucía contraint un motard de l'emmener à l'aéroport de Madrid. Pepa sort de l'immeuble quelques secondes plus tard, accompagnée par sa jeune voisine Ana, qui est persuadée que le motard, qui est son petit ami, la trompe sous ses yeux avec une autre femme. Pepa et Ana arrêtent un taxi, retrouvant le même chauffeur que précédemment. Celui-ci se lance alors à la poursuite de la Harley-Davidson, mais Lucía finit par tirer des coups de feu sur le véhicule qui la suit, contraignant le taxi à prendre une autre route. Arrivée à l'aéroport, Lucía commence à viser Iván mais Pepa, arrivée à temps, lance sur elle un chariot à bagages. Déstabilisée, Lucía tombe et tire en l'air puis, vite maîtrisée par des policiers, elle demande elle-même à être de nouveau internée. Alors que Pepa s'est évanouie, Iván la prend dans ses bras, mais elle le repousse lorsqu'elle reprend ses esprits. Elle déclare que tout est désormais trop tard pour elle, qu'elle voulait seulement le sauver et qu'elle ne veut plus de lui. Iván retourne vers Paulina et Pepa rentre chez elle, se disant qu'elle a finalement envie de garder son appartement car elle s'y sent bien. Les trois hommes sont toujours endormis sur le sol, alors que Carlos et Candela, enlacés, se sont aussi assoupis sur le canapé. Marisa, quant à elle, se réveille enfin. Elle déclare à Pepa qu'elle a l'impression d'avoir perdu sa virginité durant son sommeil. Pour sa part, Pepa lui annonce qu'elle est enceinte, ajoutant que Marisa est la première à le savoir.

## Fiche technique
Sauf indication contraire, les informations mentionnées dans cette section peuvent être confirmées par la base de données cinématographiques IMDb,  présente dans la section « Liens externes ».

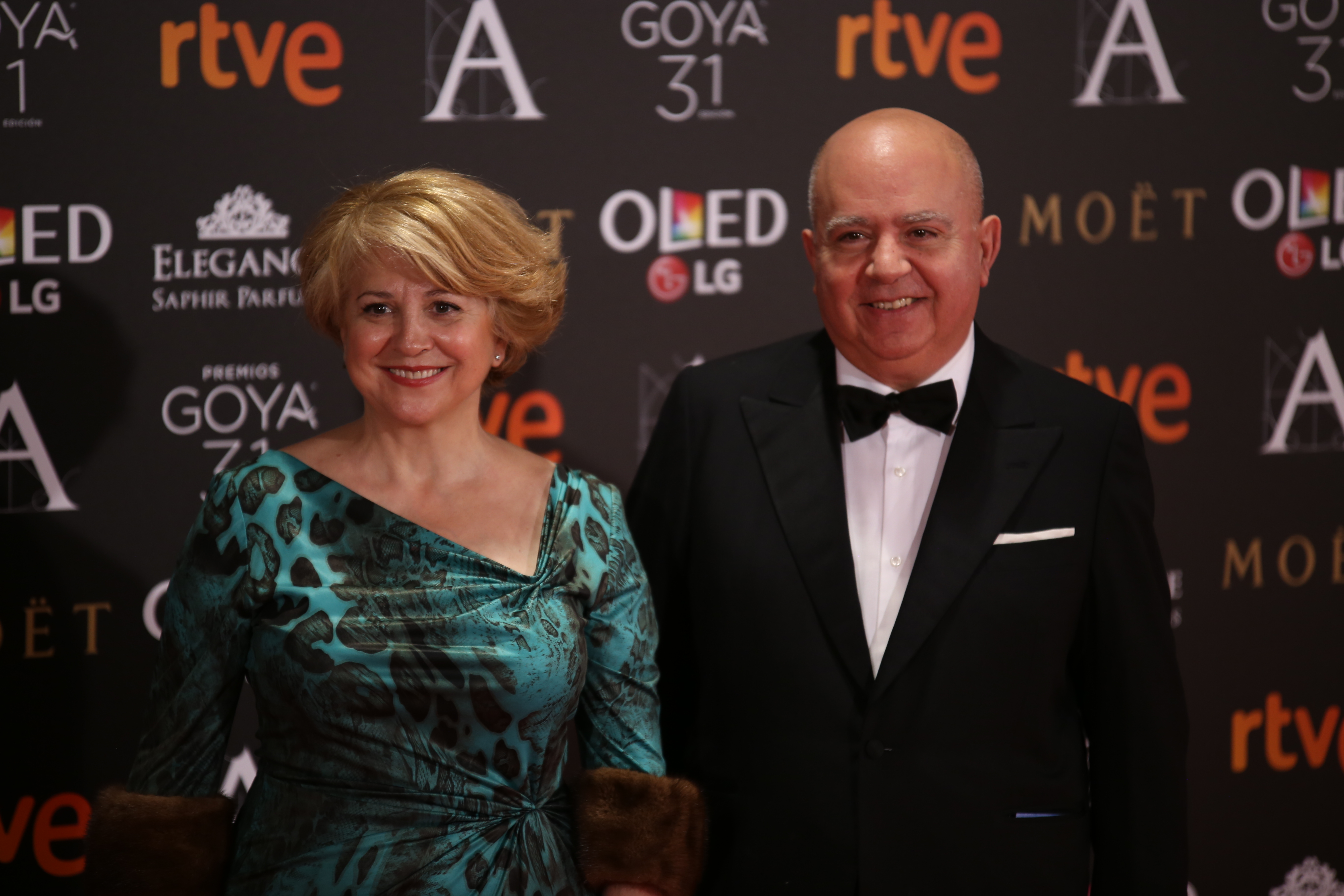
Esther García et Agustín Almodóvar (ici en 2017), respectivement directrice de production et producteur du film.

- Titre original : Mujeres al borde de un ataque de nervios
- Titre français : Femmes au bord de la crise de nerfs
- Scénario : Pedro Almodóvar, librement inspiré de La Voix humaine de Jean Cocteau
- Musique : Bernardo Bonezzi
- Photographie : José Luis Alcaine
- Montage : José Salcedo
- Décors : Félix Murcia
- Costumes : José María de Cossío
- Effets spéciaux : Reyes Abades (es)
- Production : Agustín Almodóvar, Pedro Almodóvar, Antonio Llorens
- Direction de la production : Esther García[n 1]
- Sociétés de production : Laurenfilm et El Deseo
- Sociétés de distribution (première sortie si non spécifiée) :
  - En salles : Laurenfilm (Espagne), Orion Classics (États-Unis), Sony Pictures Classics (États-Unis, 2006), Tamasa Distribution (France, 2015)
  - En vidéo : Orion Home Video (États-Unis), Image Entertainment (États-Unis, laserdisc), The Criterion Collection (États-Unis, laserdisc, 1997), MGM Home Entertainment (États-Unis, 2001), Sony Pictures Entertainment (États-Unis, 2007), Studio Canal (Royaume-Uni, coffret Almodóvar), The Criterion Collection (États-Unis, DVD, 2017)
- Pays d'origine :  Espagne
- Langue originale : espagnol
- Format : couleurs - 1,85:1 - 35 mm (Kodak) - Ultra Stereo (en)
- Genre : comédie noire
- Durée : 1 h 28
- Dates de sortie :
  - Espagne : 14 mars 1988 (première à Murcie) ; 23 mars 1988 (première à Barcelone) ; 25 mars 1988 (sortie nationale)
  - France : 1er février 1989

## Distribution
Sauf indication contraire, les informations mentionnées dans cette section peuvent être confirmées par la base de données cinématographiques IMDb,  présente dans la section « Liens externes ».
- Carmen Maura (VF : Véronique Augereau) : Pepa
- Antonio Banderas (VF : Daniel Lafourcade) : Carlos, le fils de Lucía et Iván
- Julieta Serrano (VF : Monique Mélinand) : Lucía, l'ex d'Iván
- María Barranco (VF : Françoise Cadol) : Candela, mannequin et amie de Pepa / la mariée dans le premier spot publicitaire
- Rossy de Palma (VF : Martine Reigner) : Marisa
- Kiti Manver (VF : Marie-Laure Beneston) : Paulina Morales, l'avocate féministe, nouvelle maîtresse d'Iván
- Guillermo Montesinos (es) (VF : Mario Santini) : le chauffeur du « Mambo Taxi »
- Chus Lampreave : la concierge témoin de Jéhovah
- Yayo Calvo (VF : Claude Joseph) : le père de Lucía
- Loles León (VF : Martine Meiraghe : la secrétaire-standardiste
- Angel de Andrés-López (es) (VF : Gilbert Lévy) : le premier policier
- Fernando Guillén (VF : Roland Ménard) : Iván
- Juan Lombardero (VF : Jean-Paul Richepin) : Germán, le directeur de doublage
- José Antonio Navarro (VF : Bernard Lanneau) : le deuxième policier
- Ana Leza : Ana, la voisine de Pepa
- Ambite : Ambite, le motard, petit ami d'Ana
- Mary González (es) (VF : Liliane Gaudet) : la mère de Lucía
- Lupe Barrado : la secrétaire de Paulina Morales
- Joaquín Climent (es) : l'un des policiers dans le deuxième spot publicitaire
- Chema Gil : l'un des policiers dans le deuxième spot publicitaire
- Gabriel Latorre : le prêtre dans le premier spot publicitaire
- Francisca Caballero[n 2] : la présentatrice du journal télévisé
- Carlos Cambero (VF : Eric Baugin) : le réparateur de téléphone
- Agustín Almodóvar (VF : Eric Baugin) : l'agent immobilier
- Tomás Corrales : l'éboueur qui lit le mot de Pepa
- Eva González : la jeune femme qui danse à la fenêtre en sous-vêtements
- Carmen Espada : la pharmacienne
- Susana Miraño : l'une des clientes de la pharmacie
- Paquita Fernández : l'une des clientes de la pharmacie
- Federico García Cambero : l'employé de la pharmacie
- Gregorio Ross : le médecin de Pepa
- Paco Virseda : le messager, dans le cabinet de Paulina Morales
- Imanol Uribe : le mari dans le premier spot publicitaire
- José Marco : le témoin de mariage dans le premier spot publicitaire

## Production

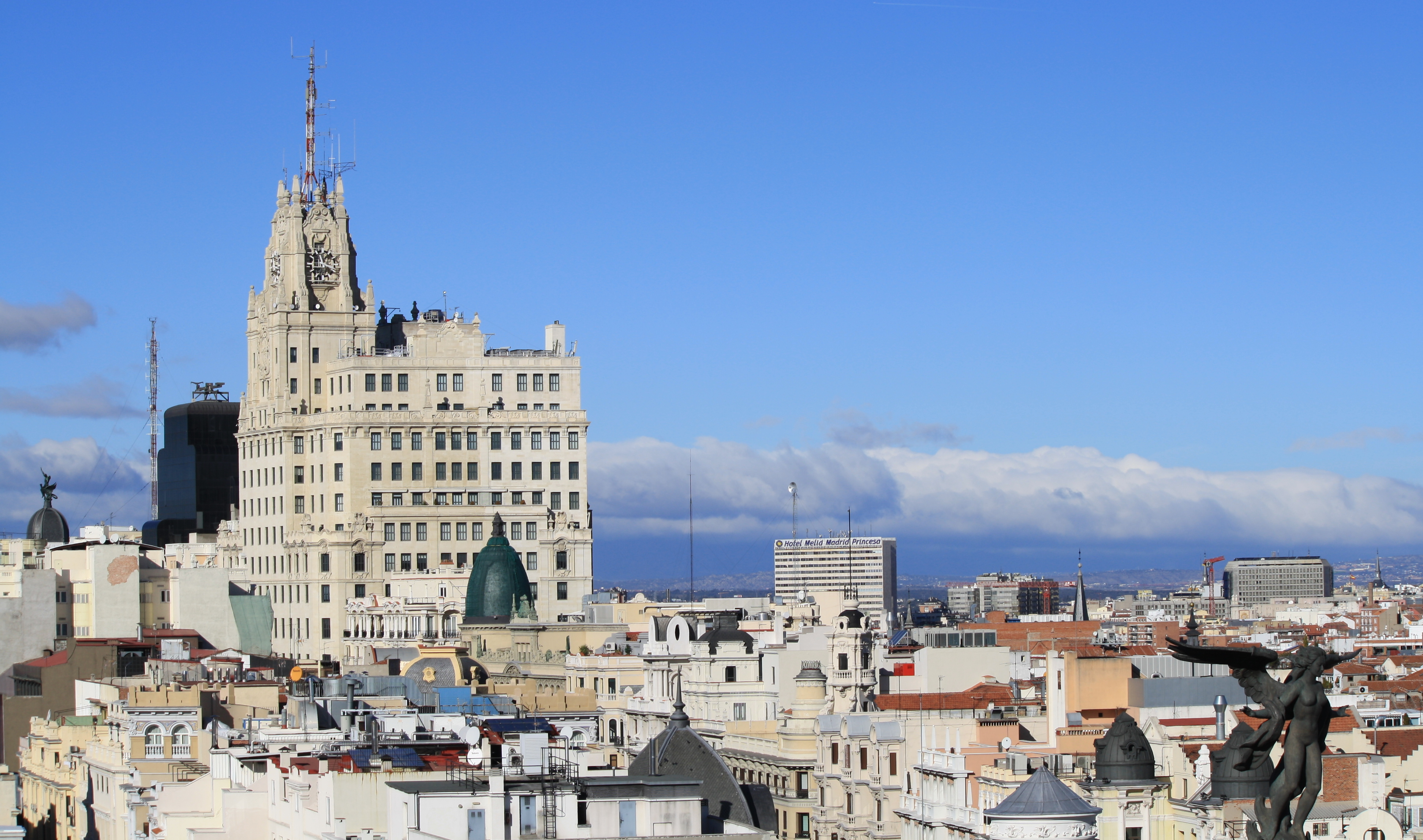
L'appartement madrilène de Pepa a vue sur l'édifice Telefónica.

Vaudeville moderne, le film librement inspiré de La Voix humaine, une pièce de théâtre de 1930 de Jean Cocteau, qui est constituée du long monologue téléphonique d'une femme délaissée par son amant. Almodóvar veut initialement en faire l'adaptation, mais celle-ci s'avère trop courte pour en faire un long métrage. Pour son scénario, il imagine alors ce que pourrait avoir vécu ce personnage féminin durant les deux jours qui précèdent la rupture dont parle la pièce de Cocteau.
Parmi ses idées de séquences, le réalisateur s'inspire de l'expérience personnelle d'une amie, qui a vécu une situation similaire à celle de Candela lorsque celle-ci fuit les policiers qui recherchent son amant terroriste islamiste.
Le personnage de Candela, finalement incarné par María Barranco, est d'abord proposé à Victoria Abril, qui refuse.
Le tournage se déroule en 1987 à Madrid, en partie dans les studios de Barajas. L'appartement de Pepa est situé dans l'histoire au septième étage du no 7 de la rue Montalbán, et celui de Lucía au 38 de la rue Almagro. Depuis son balcon, Pepa a une vue sur la Gran Vía et l'édifice Telefónica.
Des pellicules 35 mm Kodak et des caméras et objectifs Panavision sont utilisées pour le tournage. Carmen Maura estime « vivre un enfer » durant le tournage, au point de se brouiller durablement avec Pedro Almodóvar, dont elle est jusqu'alors une actrice fétiche, leur collaboration suivante n'intervenant finalement que dix-huit ans plus tard, avec Volver. Inversement, Rossy de Palma, qui avait commencé sa carrière cinématographique l'année précédente avec un rôle secondaire dans La Loi du désir d'Almodóvar, obtient dans ce film un rôle plus important qui marque le début d'une collaboration régulière entre l'actrice et le cinéaste. Quant à Agustín Almodóvar, il fait un caméo, comme souvent dans les films de son frère dont il est le producteur, dans le rôle d'un agent immobilier.

## Accueil

### Box-office
La base Lumière de l'Observatoire européen de l'audiovisuel, qui répertorie des données du box-office européen depuis 1996, indique que le film a réuni, depuis 1997, plus de 38 000 spectateurs lors de diverses reprises du film dans divers pays européens, dont plus de 27 000 en France.

## Distinctions
Sauf indication contraire, les informations mentionnées dans cette section peuvent être confirmées par la base de données cinématographiques IMDb,  présente dans la section « Liens externes ».

### Récompenses
- Goyas 1989 :
  - meilleur film
  - meilleure actrice pour Carmen Maura
  - meilleur second rôle féminin pour María Barranco
  - meilleur scénario original pour Pedro Almodóvar
  - Prix Goya du meilleur montage pour José Salcedo
- Prix Sant Jordi 1989 :
  - meilleure actrice espagnole pour María Barranco (également pour Tu novia está loca)
  - prix du public (Rose de Sant Jordi) du meilleur film espagnol
- Fotogramas de Plata 1989 :
  - meilleure actrice de cinéma pour Carmen Maura (également pour Baton Rouge)
  - meilleur acteur de cinéma pour Antonio Banderas (également pour Así como habían sido, Baton Rouge et El placer de matar)
- Prix ASECAN[n 3] 1989 : meilleur film espagnol

- Mostra de Venise 1988 :
  - Osella du meilleur scénario pour Pedro Almodóvar
  - Ciak d'or de la meilleure actrice Carmen Maura
- Festival international du film de Toronto 1988 : prix du public
- Prix du cinéma européen 1988 :
  - prix européen du jeune cinéma pour Pedro Almodóvar
  - prix de la meilleure actrice pour Carmen Maura
- Prix 1988 du National Board of Review : meilleur film étranger
- Prix 1988 du New York Film Critics Circle : meilleur film étranger
- David di Donatello 1989 : meilleur réalisateur étranger pour Pedro Almodóvar
- Ruban d'argent 1989 : réalisateur du meilleur film étranger
- Prix 1989 de la National Society of Film Critics : prix spécial pour Pedro Almodóvar pour son originalité (également pour Matador)
- Prix ACE 1989 : meilleure actrice dans un second rôle au cinéma pour María Barranco

### Nominations et sélections
- Goyas 1989 :
  - meilleur réalisateur pour Pedro Almodóvar
  - meilleure actrice dans un second rôle pour Julieta Serrano
  - meilleur acteur dans un second rôle pour Guillermo Montesinos (es)
  - meilleure musique pour Bernardo Bonezzi
  - meilleure photographie pour José Luis Alcaine
  - meilleur son pour Gilles Ortion
  - meilleure direction artistique pour Félix Murcia
  - meilleurs costumes pour José María de Cossío
  - meilleurs maquillages et coiffures pour Gregorio Ros et Jesús Moncusi
  - meilleure direction de production pour Esther García
  - meilleurs effets spéciaux pour Reyes Abades (es)
- Fotogramas de Plata 1989 :
  - meilleure actrice de cinéma pour María Barranco (également pour Tu novia está loca)
  - meilleure actrice de cinéma pour Chus Lampreave (également pour Attends-moi au ciel et Miss Caribe)

- Mostra de Venise 1988 : sélection officielle, en compétition pour le Lion d'or
- Prix du cinéma européen 1988 : Prix de l'aspect spécial pour la direction artistique de Félix Murcia
- Prix 1988 du New York Film Critics Circle : meilleure actrice pour Carmen Maura
- Oscars 1989 : meilleur film en langue étrangère
- Golden Globes 1989 : meilleur film en langue étrangère
- David di Donatello 1989 : meilleur film étranger
- Prix 1989 de la National Society of Film Critics : meilleur film et meilleure actrice pour Carmen Maura
- Prix ACE 1989 : meilleure actrice dans un second rôle au cinéma pour Rossy de Palma
- BAFTA 1990 : meilleur film en langue étrangère

## Commentaires

### Analyse
Le titre du film fait référence à un trouble psychiatrique qui est lié historiquement à l'hystérie mais qui est maintenant vu dans un contexte culturel en tant qu'une forme de traumatisme.

### Erreurs
Il existe quelques erreurs dans le film. Lorsque le canard de Pepa refuse de sauter à sa demande, le personnage utilise un pronom personnel féminin pour parler de l'animal alors que le plumage indique qu'il s'agit d'un mâle.
Le film compte aussi quelques erreurs de continuité. Des feuilles changent de position entre plusieurs plans dans la scène où Pepa jette les allumettes sur le lit. De même, le ciel passe trop rapidement du jour à la nuit entre l'appel d'Iván depuis la cabine téléphonique et l'arrivée de Lucía et des policiers dans l'appartement. Enfin, quand Pepa pousse le chariot à bagages vers Lucía, celui-ci se déplace très rapidement alors qu'au plan suivant, il semble à peine toucher Lucía, qui tombe pourtant comme si le choc était violent.
Par ailleurs, une erreur est souvent propagée à propos du film : des croyances populaires affirment à tort que Pedro Almodóvar interprète lui-même le chauffeur de taxi alors qu'il s'agit de l'acteur Guillermo Montesinos (es).

### Postérité

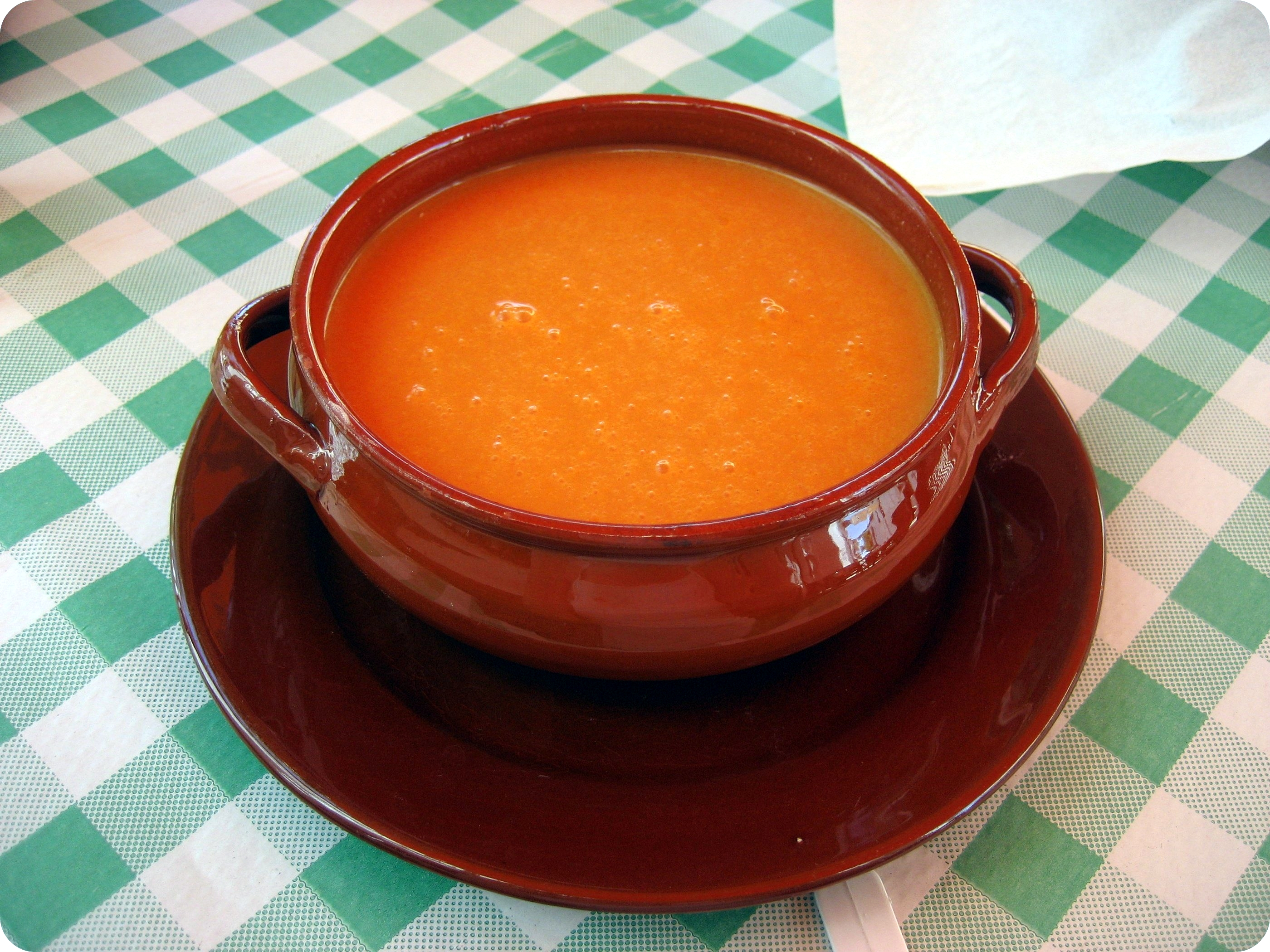
La préparation d'un gaspacho avec des somnifères fait partie des ressorts du film, qu'Almodóvar reprend ensuite dans Étreintes brisées.

En 2003, le film est inclus dans l'ouvrage 1001 films à voir avant de mourir (1001 Movies You Must See Before You Die).
Femmes au bord de la crise de nerfs est régulièrement projeté lors de divers évènements. Par exemple, le festival Premiers Plans d'Angers l'a programmé à trois reprises dans ses sélections « Hommages et rétrospectives » : en 1994 dans un programme « L'Espagne en liberté », en 2006 dans une sélection intitulée « Une journée particulière », et en 2018 dans le cadre d'une rétrospective de l'œuvre de Pedro Almodóvar.
Pedro Almodóvar fait lui-même des clins d'œil à son propre film dans Étreintes brisées en 2009, où le personnage principal tourne un film qui reprend ou détourne certains détails de Femmes au bord de la crise de nerfs, comme la préparation d'un gaspacho avec des somnifères. Le réalisateur a aussi réalisé la même année le court métrage La Conseillère anthropophage, qui est une autre scène de ce faux film, où il est en fait crédité au générique sous le nom de son personnage : Mateo Blanco.
En 2020, Almodóvar a fini par réaliser le moyen métrage La Voix humaine, adaptation de la nouvelle de Cocteau qui lui a inspiré Femmes au bord de la crise de nerfs, avec Tilda Swinton dans le rôle principal.